# Vifta med händerna
 (octobre 2017).
Si vous disposez d'ouvrages ou d'articles de référence ou si vous connaissez des sites web de qualité traitant du thème abordé ici, merci de compléter l'article en donnant les références utiles à sa vérifiabilité et en les liant à la section « Notes et références ».
Singles de Basshunter
Hallå där
(2006) Jingle Bells
(2006)
Vifta med händerna est une chanson de Basshunter qui apparaît sur son premier album studio, LOL <(^^,)>.

## Liste des pistes
CD single (13 décembre 2006)
1. Vifta med händerna (Radio Edit) – 3:05
2. Vifta med händerna (Club Edit) – 4:12

Téléchargement digital (24 décembre 2006)
1. Vifta med händerna (Basshunter Remix) – 3:10
2. Vifta med händerna (Short Basshunter Remix) – 4:12

## Classements
| Classement (2006)          | Meilleure position |
| -------------------------- | ------------------ |
| Finlande Classement single | 7                  |
| Suède Classement single    | 25                 |